# Родичева, Марфа Яковлевна
Марфа Яковлевна Родичева (1913 — 7 сентября 1998) — передовик сельскохозяйственного производства, Герой Социалистического Труда (1966).

## Биография
Родилась в 1913 году в деревне Судимир (сейчас - Жиздринский район Калужской области) в бедной крестьянской семье. С 1930 г. работала в колхозе.
В 1933 году вышла замуж и вместе с мужем переехала в совхоз «Красный кооператор» Брянского района Орловской (в настоящее время - Брянской) области. Работала дояркой до 1941 года. После войны работала на том же сельхозпредприятии (с 1950-х гг. называлось ОПХ (опытно-производственное хозяйство) «Брянское»).
Из года в год добивалась роста продуктивности коров своей группы. В 1955 году надоила 4 тысячи кг молока на корову. В 1956 году набрала группу первотёлок и получила от каждой по 4044 килограмма молока.

## Награды и премии
За успехи в работе в 1966 году присвоено звание Героя Социалистического Труда.